# Синеглазка (кукла)
«Синеглазка» (фр. Bleuette) — кукла-пандора, выпускавшаяся «Обществом французских производителей кукол и игрушек» с 1905 года по 1960 год. Альянс использовал опыт и разработки своих ведущих компаний-участниц. В частности, так появилась одна из самых известных моделей объединения — «Синеглазка», ведущая происхождение от модели компании «Жюмо» (см. «Бебе Жюмо»). Первоначально модель распространялась по подписке через католический еженедельник для девочек из обеспеченных семей «La Semaine de Suzette», выпускавшийся в 1905—1960-х годах издательством Éditions Henri Gautier (позже Gautier-Languereau). Только за первый месяц распространения разошлось 60 000 экземпляров. В годы Первой мировой войны куклы стали талисманом французских солдат, которые брали их с собой в окопы. На первом этапе выпускалась модель высотой 27 см, позднее рост был увеличен на 2 см. По мнению историка и теоретика театра, искусствоведа Бориса Голдовского, благодаря знаменитой французской модели можно проследить более чем полувековую историю моды, она «пользуется огромной популярностью среди коллекционеров (только исключительных почитателей самой куклы насчитывается больше 200)». Экземпляры этой серии являются ценными экспонатами кукольных музеев мира.